# Virgen de la Revelación
La Virgen de la Revelación, también llamada Virgen de las Tres Fuentes, es una aparición de la Virgen María según el testimonio del vidente Bruno Cornacchiola, quien afirmó haber presenciado varias apariciones marianas a partir del 12 de abril de 1947 hasta 1982 en Roma, en el lugar denominado de las Tres Fuentes, lugar donde se habría aparecido, y donde se venera.

## Precedentes
Bruno quien era dominado por la ira, golpeaba a Yolanda su esposa y, le era infiel; había llegado de España adoctrinado contra la iglesia católica, al llegar a casa, tiró y quebró un crucifijo y una imagen de la Virgen de Pompeya y dijo: “Ya no quiero ver nada de la Iglesia Católica en mi casa, sino que tienes que venir conmigo a la iglesia protestante”. Yolanda respondió que había rezado mucho a la virgen para que regresara sano y salvo, asunto que nos fue concedido, y replanteó: “Hagamos, la novena de los 9 primeros viernes del mes al Sagrado Corazón de Jesús, la cual ofrece promesas de salvación y si no pasa nada, yo me convierto a protestante". Realizaron la devoción de los 9 viernes, y al final no pasó nada, por lo que Yolanda se pasó a protestante, como Adventista del Séptimo Día. Bruno enseñaba a sus 3 hijos a odiar a la Iglesia católica, a escupir sobre las imágenes de los católicos, a injuriar a los sacerdotes y lanzar piedras a los templos.
El 1 de mayo de 1946, el papa Pio XII, mandó una carta a los obispos del mundo, y al pueblo de Dios “Deiparae Virginis Mariae” donde los invita a “elevar insistentes oraciones a Dios para que se dignase mostrar claramente… los designios de su siempre adorable benignidad” acerca de la posibilidad de definir como dogma de fe, la asunción corpórea de la Virgen María, pidiendo oración para así proclamar el 4to dogma de la Asunción de María.
El 13 de abril de 1947, los adventistas tenían un encuentro en Roma para demostrar que María no era Madre de Dios, no era siempre Virgen, y no era inmaculada. Bruno fue asignado para preparar una exposición sobre esos asuntos, la cual era una oportunidad de convertirse en pastor y recuperar con ello su pasado marcado de miseria e ignorancia.
Bruno había sido adoctrinado en España por un luterano alemán, sembrando odio contra la Iglesia Católica, la Eucaristía, La Virgen María y el Papa. Allá mismo había comprado una daga en Toledo España a la que mando inscribir en la empuñadora “Muerte al Papa” cuando combatió al lado de los comunistas como voluntario en la Guerra Civil Española; Cornacchiola había concebido un complot para matar al papa el día 8 de septiembre de 1947, día de la festividad de la Natividad de María. 

## Aparición y conversión
El 12 de abril de 1947 decidió ir a la colina de las 3 fuentes, llevarse a los niños para que jugaran y así poder escribir su exposición en contra de los tres asuntos contra la Virgen María. Bruno prohibió a los niños adentrarse en las cuevas, pues eran lugares de pecado de las parejas y decían que había restos de niños abortados y se pone a escribir.
Los niños que, jugando pierden la pelota, como a las 3:30 de la tarde, y uno de ellos le solicita a Bruno que les ayude a encontrarla, lo cual hace. Al regresar con ellos, los encuentra arrodillados en la cueva rezando, con los rostros pálidos, las manos juntas como los católicos, mirando al fondo de la cueva, diciendo: “Bella Señora, Bella Señora, Bella Señora”. Bruno no entendía nada y les dijo a los niños -“¡Ya basta con el juego de la Bella Señora, no me gusta!”- pues no veía nada más. Quiso mover y levantar a los niños, pero no pudo, pues estaban demasiados pesados, como piedras, y desesperado exclamó “¡Dios sálvalos Tú!”, y en ese momento vio dos manos de luz, que le limpiaron sus ojos, y en ese preciso momento él también pudo ver a la “Bella Señora”, a la cual posteriormente describió y se elaboraron imágenes, con un manto verde, una túnica blanca, ceñido en la cintura una faja ancha color rosa, pelo largo negro, con pies descalzos sobre un bloque de tierra, con una Biblia en sus manos y la mujer le dice: “Tú me persigues, ¡Ahora basta! Regresa al redil santo (Iglesia Católica), porque la verdadera iglesia de mi Hijo, está fundada sobre tres amores: amor a la Eucaristía, amor a la Inmaculada, amor al santo padre”. ”Yo soy la Virgen de la Revelación; mi cuerpo no podía morir, y no murió, no podía sufrir corrupción, y no se corrompió, porque soy inmaculada, los ángeles y mi Hijo me llevaron al cielo.” El 7 de mayo de 1947, pidieron perdón por sus errores a la Iglesia. 
Otras 3 apariciones fueron presentadas el 6, 23 y 30 de mayo de ese año, aunque el total de las apariciones en este lugar fueron 28. El día 23 fue acompañado por un sacerdote y un muchacho comunista, que sin saber sobre las apariciones, al entra a la gruta, cae de rodillas, confiesa sus pecados, pide perdón y se convierte. 

## Confesión y perdón
El 8 de septiembre de 1948, se instaló el testimonio de Bruno en la entrada de la gruta donde describe la parición y su conversión, convirtiéndose así en un lugar de peregrinaciones y conversiones.
Bruno asiste a un rosario con trabajadores del transporte romano, el 9 de diciembre de 1949, en la capilla privada del Papa Pio XII, y ante su presencia en la cual, al final el papa dice: “Alguien quiere decirme algo?” Bruno levantó la mano e hincándose ante su presencia dice: “Sí su santidad, yo quiero hablarle, pedirle perdón por haber tenido la intención de matarlo”. “Con esta biblia protestante estaba atacando a la Iglesia católica y con esta daga pensaba para matarlo, (que tiene grabado en la empuñadura “Muerte al Papa”); el Santo Padre contestó “Matándome, lo único que hubiera pasado, es que le hubieras dado un nuevo mártir, y a la Santa Iglesia y otro papa. Hijo Mío el mejor perdón es el arrepentimiento”. 
Así, la Virgen María aprobó la intención y solicitud del Papa del dogma por aprobarse. El 1° de noviembre 1950 Pío XII proclama el Dogma de la Asunción de María al Cielo en cuerpo y alma cumpliéndose así: “Cuando lo que es corruptible se revista de la incorruptibilidad y lo que es mortal se revista de la inmortalidad, entonces se cumplirá la palabra de la Escritura: La muerte ha sido vencida.”, escrita en la Biblia en Primera de Corintios 15,54.

## La aprobación y Capilla
El 5 de octubre de 1947 una imagen de la virgen es bendecida por Pio XII en la plaza San Pedro y es llevada y colocada en las Tres fuentes. (lugar del martirio de San Pablo, y se llama así, porque según la tradición, la cabeza del apóstol rebotó tres veces tras su decapitación, dando lugar a tres fuentes de agua).
En 1955 se confía la custodia de la gruta a los frailes menores conventuales . En 1956 el papa Pío XII permitió la construcción de una capilla para el culto en Tres Fuentes y confió su custodia a los Franciscanos Conventuales Menores para el servicio religioso. 
En 1997 el papa Juan Pablo II aprobó el nombre del lugar como Santa María del Terzo Millennio alle Tre Fontane («Santa María del Tercer Milenio en las Tres Fuentes»).
Aunque se ha considerado como apariciones privadas, y no ha sido oficialmente aprobadas por la Iglesia católica, el cardenal vicario de Roma Hugo Poletti dijo en relación a la Virgen de la Revelación: “Este no es un problema. No es mucho el problema de un reconocimiento oficial, en cuánto que el acontecimiento en sí contiene un propio mensaje, un propio valor, un propio sentido.”
Las Hermanas de la Divina Revelación, nació como una congregación para dar a conocer a la Virgen y el 11 de febrero del 2001, se aprueban los estatutos de las Misioneras de la Divina Revelación.